# 圣克鲁斯省 (阿根廷)
圣克鲁斯省（西班牙語：Provincia de Santa Cruz）為阿根廷二十三省之一，位於阿根廷南部（如右圖之20位置），該省首府為里奥加耶戈斯。

聖克魯斯省下共劃分為七個區域，分別為：
- 科爾彭艾克縣（首府Puerto Santa Cruz）
- 德塞阿多縣 （首府Puerto Deseado）
- 圭爾艾克縣 （首府Río Gallegos）
- 阿根廷湖縣 （首府El Calafate）
- 布宜諾斯艾利斯湖縣 （首府Perito Moreno）
- 麥哲倫縣 （首府Puerto San Julián）
- 里奧奇科縣 （首府Gobernador Gregores）